# Pyrus kotschyana
Pyrus kotschyana là loài thực vật có hoa trong họ Hoa hồng. Loài này được Boiss. ex Decne. miêu tả khoa học đầu tiên.